# Team Friesinger
Team Friesinger is een voormalige Duitse schaatsploeg, vooral gericht op het langebaanschaatsen. Het team bestond tussen 2006 en 2010 en werd geleid door trainer Gianni Romme.

## Ontstaan
Het team ontstond in seizoen 2006-2007 toen Romme een trainingscollectief was gestart met de Duitse schaatsster Anni Friesinger, de Nederlander Ralf van der Rijst en de Fin Risto Rosendahl. Zelf ging hij zich toeleggen op marathonschaatsen en ging hij zich verder bezighouden met trainen. In 2009 werd het team uitgebreid voor de aanloop naar de Olympische Winterspelen van 2010 in Vancouver. Toen Friesinger in 2010 stopte met schaatsen werd Romme bondcoach van Italië en hield dit schaatsteam op te bestaan.

## Schaatsploeg 2009-2010
| Mannen              | Mannen           | Vrouwen         | Vrouwen        |
| Naam                | Specialisatie    | Naam            | Specialisatie  |
| ------------------- | ---------------- | --------------- | -------------- |
| Arjen van der Kieft | 5000 m, 10.000 m | Anni Friesinger | 1000 m, 1500 m |
| Jan Friesinger      | 1000 m, 1500 m   | Pamela Zoellner | 500 m, 1000 m  |
| Anton Hahn          | 500 m            |                 |                |